# Naughty by Nature (album)
Naughty by Nature è il secondo album del gruppo hip hop statunitense omonimo, pubblicato nel 1991 dalla Tommy Boy Records.

## Distribuzione
Il disco è pubblicato in tutto il mondo nel 1991. Negli Stati Uniti, in Turchia, nel Regno Unito (con SoulPower e Big Life, rispettivamente sussidiarie di EMI e BMG), in Francia (con FNAC Music), in Italia (con Flying Records), in Canada (con ISBA Music), in Giappone (con Sony) e in Australia (con Liberation Records) è distribuito da Tommy Boy. Per il mercato europeo e danese dalla SoulPower, in Spagna da Nuevos Medios, in Danimarca da una sussidiaria della EMI, in Germania da EastWest (filiale della Warner Music), nei Paesi Bassi da BITE Records, in Polonia da Poker Sound. Il secondo album dei Naughty by Nature arriva anche in Russia nel 1996, commercializzato da Global Music.
| Recensione                    | Giudizio |
| ----------------------------- | -------- |
| AllMusic                      | [ 1 ]    |
| Entertainment Weekly          | A        |
| Robert Christgau              | taglio   |
| The Rolling Stone Album Guide | [ 6 ]    |

## Tracce
1. Yoke the Joker – 5:13
2. Wickedest Man Alive (feat. Queen Latifah) – 4:21
3. Opp – 4:29
4. Ghetto Bastard – 4:51
5. Let The Ho's Go – 4:17
6. Everyday All Day – 5:41
7. Guard Your Grill – 5:02
8. Pin The Tail On The Donkey – 3:48
9. 1,2,3 (feat. Apache & Lakim Shabazz) – 4:44 (musica: "Little" Louie Vega)
10. Strike a Nerve – 6:22
11. Rhyme'll Shine On (feat. Aphrodity) – 3:57
12. Thankx for Sleepwalking – 4:26

## Classifiche

### Classifiche settimanali
| Classifica (1991)         | Posizione massima |
| ------------------------- | ----------------- |
| Stati Uniti               | 16                |
| US Top R&B/Hip-Hop Albums | 10                |

### Classifiche di fine anno
| Classifica (1991)         | Posizione massima |
| ------------------------- | ----------------- |
| US Top R&B/Hip-Hop Albums | 94                |
| Classifica (1992)         | Posizione massima |
| Stati Uniti               | 47                |
| US Top R&B/Hip-Hop Albums | 62                |